# Titanostrombus galeatus
Titanostrombus galeatus (Swainson, 1823), previamente Strombus galeatus y Lobatus galeatus, es una especie de caracol marino comestible muy grande, un molusco gastrópodo marino de la familia Strombidae.
Las conchas de esta especie fueron utilizadas como instrumentos de viento por varias culturas de Sudamérica, especialmente Chavín, una antigua civilización de las tierras altas andinas del norte del Perú. Todavía se usan para este propósito en los Andes, donde se les conoce como pututu.

## Hábitat natural
Titanostrombus galeatus se encuentra en varios países y regiones a lo largo de las aguas costeras del Océano Pacífico oriental, incluyendo el Golfo de California, México, Pacífico, Panamá, Nicaragua, Costa Rica, Ecuador, Islas Galápagos y Perú.

## Morfología
La concha del Titanostrombus galeatus es grande (tamaño máximo 23 cm, promedio a 14 cm), muy gruesa y pesada. Tiene un contorno oblongo, con una aguja puntiaguda corta que carece de espinas y nódulos y a menudo se erosiona.

## Hábitos y datos característicos
Comparado con otros gasterópodos, Titanostrombus galeatus tiene un medio inusual de locomoción, que es común sólo entre los Strombidae. Esta curiosa serie de maniobras fue originalmente descrita por el zoólogo estadounidense George Howard Parker en 1922. El animal inicialmente fija el extremo posterior del pie empujando el punto de su opérculo en forma de hoz en el sustrato. Luego extiende su pie hacia adelante, levantando la concha y lanzándola hacia delante en un movimiento que Parker llamó "saltando".

## Usos culturales

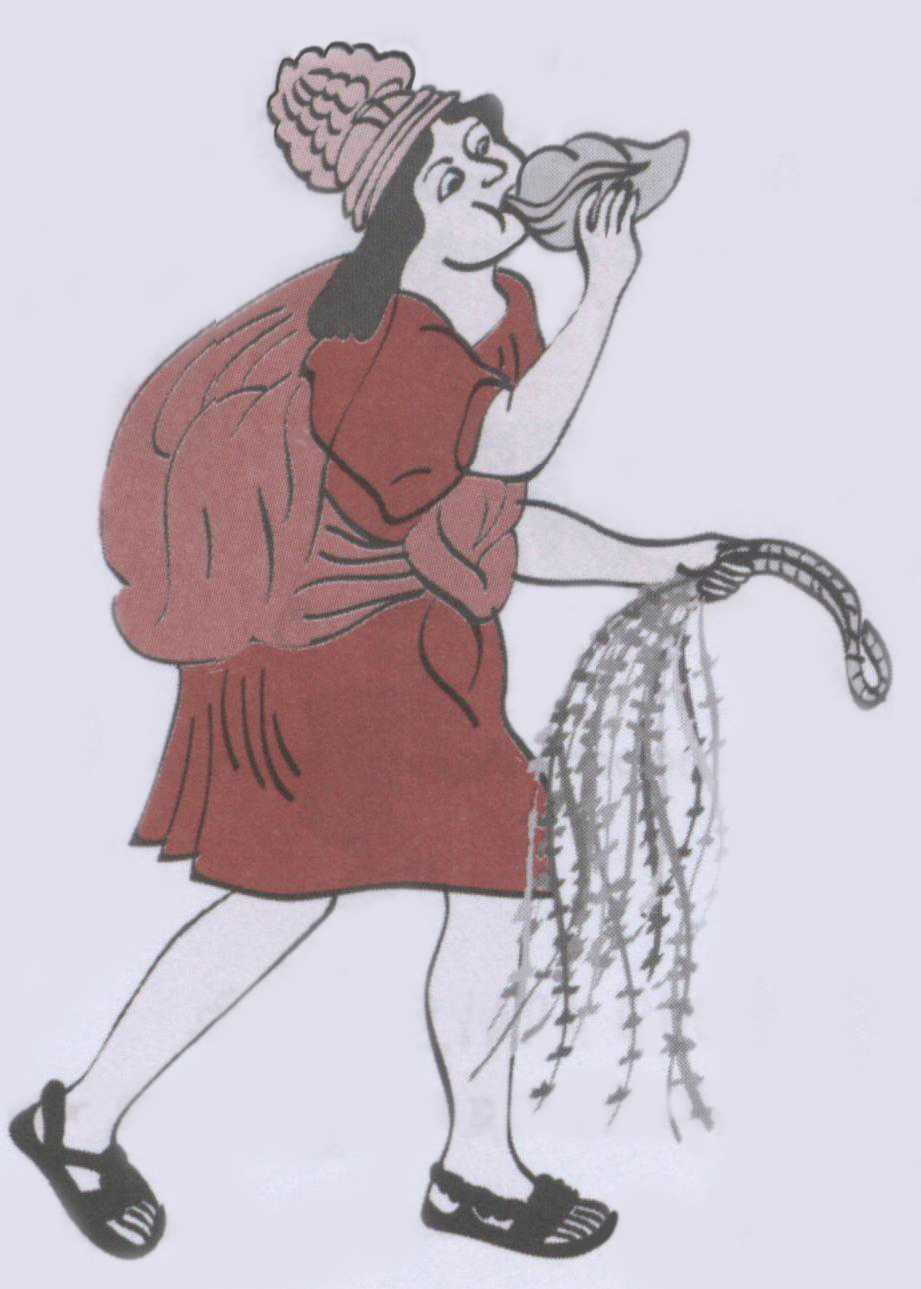
Un chasqui tocando el pututu (Felipe Guamán Poma de Ayala, 1616).

Estas conchas gigantes fueron usadas como instrumentos de viento por la cultura Chavín, una cultura arqueológica del Antiguo Perú que se desarrolló durante el Horizonte Temprano.